# リー・センチュリオンズ
リー・センチュリオンズ（Leigh Centurions）は、イングランド、グレーター・マンチェスター、リーのプロラグビーリーグクラブである。2019シーズンはチャンピオンシップ（2部）に参加。
「センチュリオン」はローマ軍団の百人隊長（羅: centurio）を意味する。
クラブはFred Ulphという名前の建築士によって1878年にリーRFCとして設立された。1895年に北部ラグビーフットボール連合を結成した22クラブの1つである。リーはラグビーリーグチャンピオンに2回（1906年、1982年）なり、チャレンジカップで優勝2回（1921年、1971年）を数える。1995年までは単にリーと呼ばれていた。

## 画像集

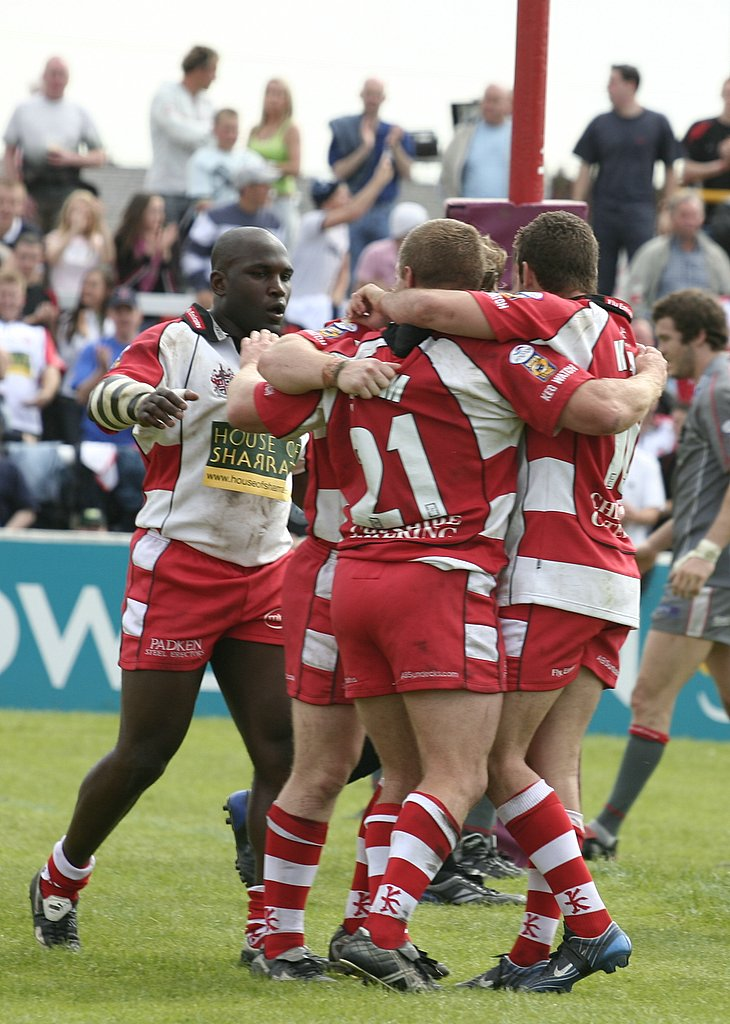
トライを喜ぶリー・センチュリオンズの選手達
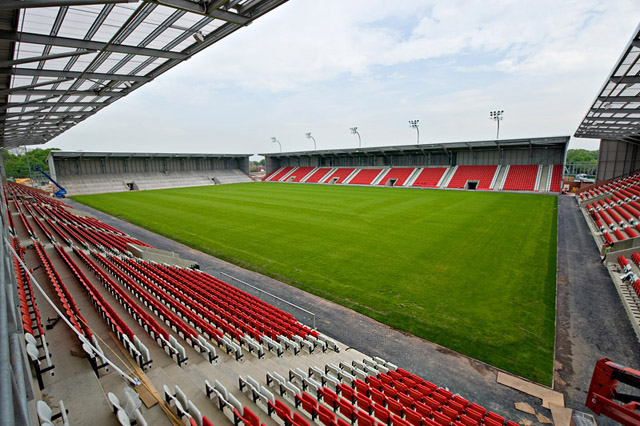
リー・スポーツ・ヴィレッジ

## タイトル

### リーグ
- ディビジョン1/スーパーリーグ:
  - 優勝 (2): 1905-06, 1981-82
- ディビジョン2/RFLチャンピオンシップ:
  - 優勝 (7): 1976–77, 1985–86, 1988–89, 2004, 2014, 2015, 2016

### カップ
- チャレンジカップ:
  - 優勝 (2): 1920–21, 1970–71
- チャンピオンシップカップ:
  - 優勝 (4): 2004, 2006, 2011, 2013
- ランカシャー杯:
  - 優勝 (4): 1952–53, 1955–56, 1970–71, 1981–82
- BBC2 Floodlitトロフィー:
  - 優勝 (2): 1969-70, 1972-73
- ペナイン山脈横断カップ:
  - 優勝 (1): 2001